# Ungheni (distrito)
Ungheni é um distrito (em romeno:  raion) na parte central da Moldávia, fronteira com a Romênia, com o centro administrativo em Ungheni. A outra maior cidade é Corneşti. Em 1 de Janeiro de 2005, sua população era 110.800.